# Stefano Mingardo
Stefano Mingardo (* 21. Juni 1959 in Mailand; † 9. November 2014 ebenda) war ein italienischer American-Football-Spieler und Schauspieler. In den meisten Filmen trat er unter dem Pseudonym Mike Miller auf.

## Leben und Karriere
Stefano Mingardo kam am 21. Juni 1959 in Mailand zur Welt. Andere Quellen nennen den 4. Januar oder den 11. Januar 1949 als Geburtstag. Mingardo spielte bis Mitte der 1980er Jahre als Verteidiger bei den Black Devils (heute Rams Milano) in Mailand American Football und wurde „Animal“ genannt. Schon während seiner aktiven Karriere als American-Football-Spieler versuchte er, sich mit der Arbeit als Schauspieler ein zweites Standbein zu schaffen. Seine erste und bekannteste Rolle hatte Mingardo 1982 an der Seite von Bud Spencer als junger Boxer Giorgio Desideri in Der Bomber. Es folgten Rollen in drei weiteren Filmen, mit denen Mingardo jedoch nicht an den Erfolg von Der Bomber anknüpfen konnte. Mani di fata ist der einzige Film, in dem Mingardo nicht unter seinem Pseudonym Mike Miller mitspielte. Mingardo verstarb am 9. November 2014 nach kurzer, schwerer Krankheit. Er hinterlässt seine Frau und die zwei gemeinsamen Töchter Margherita und Sofia. Mingardo ist auf dem Hauptfriedhof, dem Cimitero maggiore, in seiner Heimatstadt Mailand begraben.

## Filmografie
- 1982: Der Bomber (Bomber)
- 1983: Mani di fata
- 1983: Atlantis Inferno (I predatori di Atlantide)
- 1984: Blastfighter – Der Executor (Blastfighter)